# Петровський Олександр Юрійович
Олександр Юрійович Петровський (12 вересня (30 серпня) 1908, Катеринослав — 21 жовтня 1983) — український диригент та педагог, професор (1972). Народний артист Української РСР (1973)

## З життєпису
В 1938—44 роках був художнім керівником та головним диригентом хору Всесоюзного радіокомітету.
1941 року закінчив Московську консерваторію по класу П. Чеснокова.
У 1944—1946 роках працював художнім керівником капели «Думка».
1951 року пройшов аспірантуру при Київській консерваторії.

Могила Олександра Петровського, Байкове кладовище

Протягом 1947—1983 років був художнім керівником та головний диригентом заслуженої хорової капели УРСР київського заводу «Більшовик». Одночасно в 1947—1957 роках — головний хормейстер і диригент оперної студії київської консерваторії, протягом 1952—1954 — Київського театру опери та балету.
З 1956 року викладав в Київському педагогічному інституті.
Написав книгу «Заслужена хорова капела УРСР заводу „Більшовик“» — 1956. Упорядкував збірники, зокрема — «Хрестоматію хорового диригування» — 1973.
Помер у 75-річному віці 21 жовтня 1983 року. Похований разом із родиною на Байковому кладовищі (ділянка № 47, 50°25′4.81″ пн. ш. 30°30′3.74″ сх. д. / 50.4180028° пн. ш. 30.5010389° сх. д.).